# Чорноострівська селищна рада
Чорноо́стрівська се́лищна ра́да — адміністративно-територіальна одиниця та орган місцевого самоврядування у Хмельницькому районі Хмельницької області. Адміністративний центр — селище міського типу Чорний Острів.

## Загальні відомості
- Територія ради: 25,919 км²
- Населення ради: 3 654 особи (станом на 2001 рік)
- Територією ради протікають річка Південний Буг

## Населені пункти
Селищній раді підпорядковані населені пункти:
- смт Чорний Острів
- с. Вовча Гора
- с. Мар'янівка

## Склад ради
Рада складається з 20 депутатів та голови.
- Голова ради: Парасина Анатолій Терентійович
- Секретар ради: Ліпська Катерина Павлівна

### Керівний склад попередніх скликань
| Прізвище, ім'я, по батькові    | Основні відомості                                                                      | Дата обрання | Дата звільнення |
| ------------------------------ | -------------------------------------------------------------------------------------- | ------------ | --------------- |
| Парасина Анатолій Терентійович | Селищний голова, 1961 року народження, освіта вища, член Соціалістичної партії України | 26.03.2006   | 31.10.2010      |
| Парасина Анатолій Терентійович | Селищний голова, 1961 року народження, освіта вища                                     | 31.10.2010   |                 |

Примітка: таблиця складена за даними сайту Верховної Ради України

### Депутати
За результатами місцевих виборів 2010 року депутатами ради стали:

#### За суб'єктами висування
| Суб'єкт висування | Кількість обраних депутатів | %  |
| ----------------- | --------------------------- | -- |
| Самовисування     | 16                          | 80 |
| Народна партія    | 4                           | 20 |

#### За округами
| № округу       | Прізвище, ім'я, по батькові      | Дата визнання обраним | Освіта             | Партійна приналежність | Відомості про обраного депутата                                         |
| -------------- | -------------------------------- | --------------------- | ------------------ | ---------------------- | ----------------------------------------------------------------------- |
| Народна Партія |                                  |                       |                    |                        |                                                                         |
| 1              | Мороз Микола Володимирович       | 02.11.2010            | середня спеціальна | член Народної партії   | міська станція швидкої допомоги, фельшер                                |
| 2              | Яремчук Світлана Олексіївна      | 02.11.2010            | вища               | член Народної партії   | Чорноострівський професійний аграрний ліцей, заступник директора        |
| 7              | Ткач Олена Володимирівна         | 02.11.2010            | вища               | член Народної партії   | ДЗ ХОЗГ, адміністратор                                                  |
| 8              | Шабаліна Валентина Володимирівна | 02.11.2010            | середня            | член Народної партії   | ПП «Мілінчук», продавець                                                |
| Самовисування  |                                  |                       |                    |                        |                                                                         |
| 3              | Бандитський Анатолій Іванович    | 02.11.2010            | незакінчена вища   | позапартійний          | територіальний центр, заступник відділу соціальної допомоги             |
| 4              | Чубок Іван Володимирович         | 02.11.2010            | середня            | позапартійний          | підприємець                                                             |
| 5              | Волошинець Людмила Олександрівна | 02.11.2010            | вища               | позапартійна           | Чорноострівецький центр соціального обслуговування, заступник директора |
| 6              | Халавчук Євген Йосипович         | 02.11.2010            | вища               | позапартійний          | пенсіонер                                                               |
| 9              | Дем'янчук Сергій Володимирович   | 02.11.2010            | вища               | позапартійний          | Мар'янівська загальноосвітня школа, вчитель                             |
| 10             | Белінська Наталія Борисівна      | 02.11.2010            | вища               | позапартійна           | ДЗ Хмельницький обласний центр м.д., адміністратор                      |
| 11             | Бабелюх Микола Васильович        | 02.11.2010            | середня спеціальна | член Народної партії   | Чорноостревецька лікарня, фельшер                                       |
| 12             | Мельник Валентина Федорівна      | 02.11.2010            | середня            | позапартійна           | тимчасово не працює                                                     |
| 13             | Пуцелей Микола Антонович         | 02.11.2010            | середня спеціальна | позапартійний          | підприємець                                                             |
| 14             | Волос Ігор Вікторович            | 02.11.2010            | середня            | позапартійний          | ВЧ-3, слюсар                                                            |
| 15             | Москалюк Микола Миколайович      | 02.11.2010            | середня            | позапартійний          | ст. Хмельницький, робітник                                              |
| 16             | Тенюх Галина Миколаївна          | 02.11.2010            | середня спеціальна | позапартійна           | підприємець                                                             |
| 17             | Радиш Антоніна Сергіївна         | 02.11.2010            | середня спеціальна | позапартійна           | Чорноострівська селищна рада, бухгалтер                                 |
| 18             | Табенський Микола Леонідович     | 02.11.2010            | середня спеціальна | позапартійний          | ст. Гречани, інженер                                                    |
| 19             | Івасішин Володимир Іванович      | 02.11.2010            | середня            | позапартійний          | підприємець                                                             |
| 20             | Ліпська Катерина Павлівна        | 02.11.2010            | середня спеціальна | позапартійна           | Чорноострівська селищна рада, секретар                                  |